# Palazzo Guadagni
A Palazzo Guadagni az olaszországi Firenzében található, a Piazza di Santo Sprito téren. Kora reneszánsz stílusban épült Cronaca vagy Baccio d’Agnolo tervei szerint a 15.-16. század fordulóján. Az épület második emelete fölött nyitott loggia épült, amit lapos famennyezettel fedtek. Jelenleg könyvtár található a palotában.